# Ettlinger Linie
Die Ettlinger Linie (auch Untere Linie) war eine während des Spanischen Erbfolgekriegs im Jahr 1707 aus Verhauen und Schanzen errichtete Verteidigungslinie, die die Bühl-Stollhofener Linie aus dem Jahr 1701 ersetzte, nachdem diese im Mai 1707 verloren ging und von den französischen Truppen eingeebnet wurde.

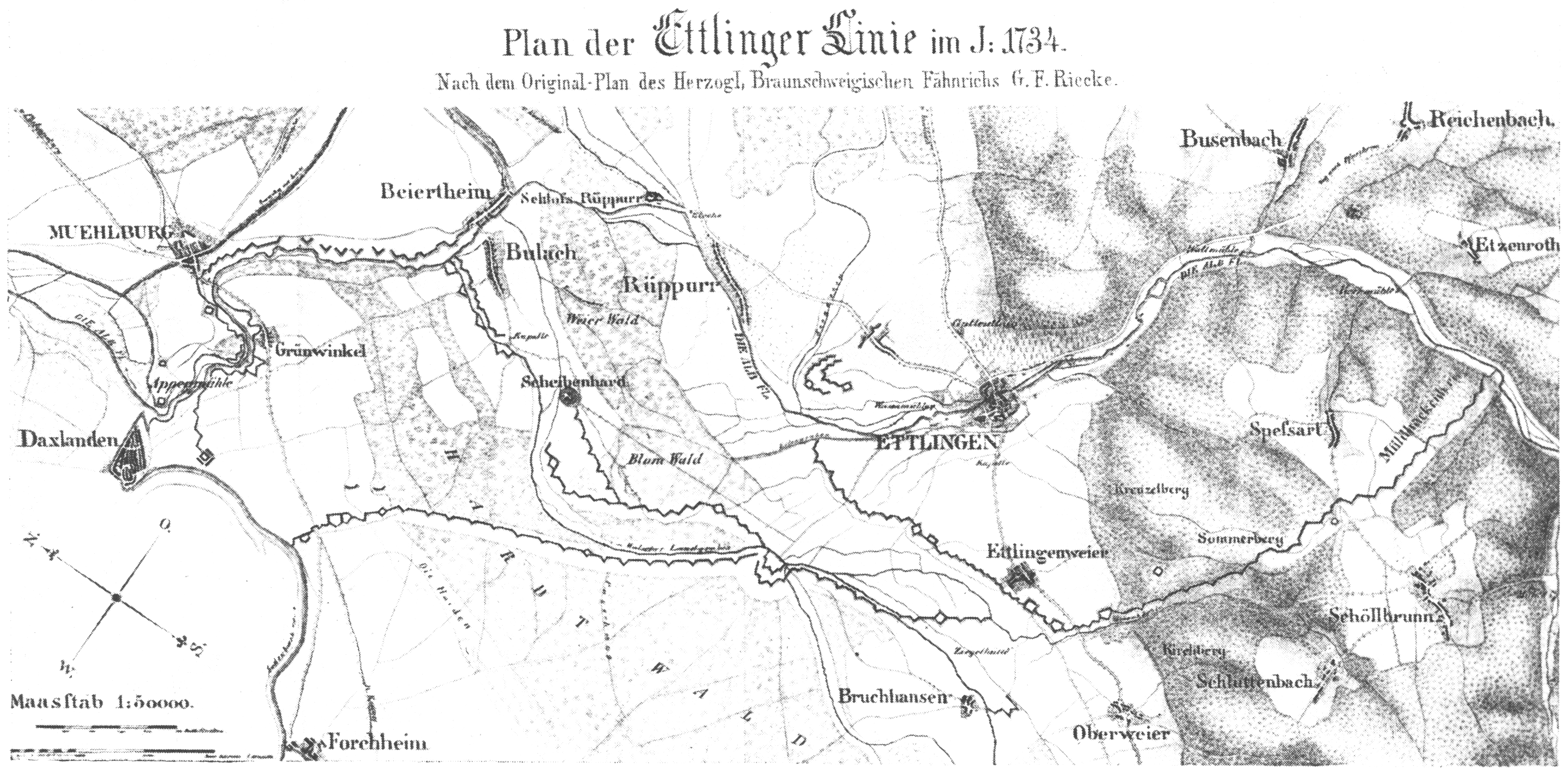
Nordwestlicher Teil der Ettlinger Linie um 1734 in einem Plan von 1857

## Geschichte
Einige Monate nach dem Verlust der Bühl-Stollhofener Linie begann man im Auftrag des Oberbefehlshabers der Rheinarmee, Georg Ludwig von Braunschweig-Lüneburg, mit der Anlage der Ettlinger Linie. Die Linie wurde im Polnischen Thronfolgekrieg (1733–1738) durch die Einbeziehung von Wasserläufen verstärkt, die aufgestaut werden konnten. Anfang Mai 1734 wurde sie von französischen Truppen bei Spessart durchbrochen und anschließend zerstört, jedoch schon 1735 erneuert. Danach hat sie ihre militärische Bedeutung verloren.

## Lage

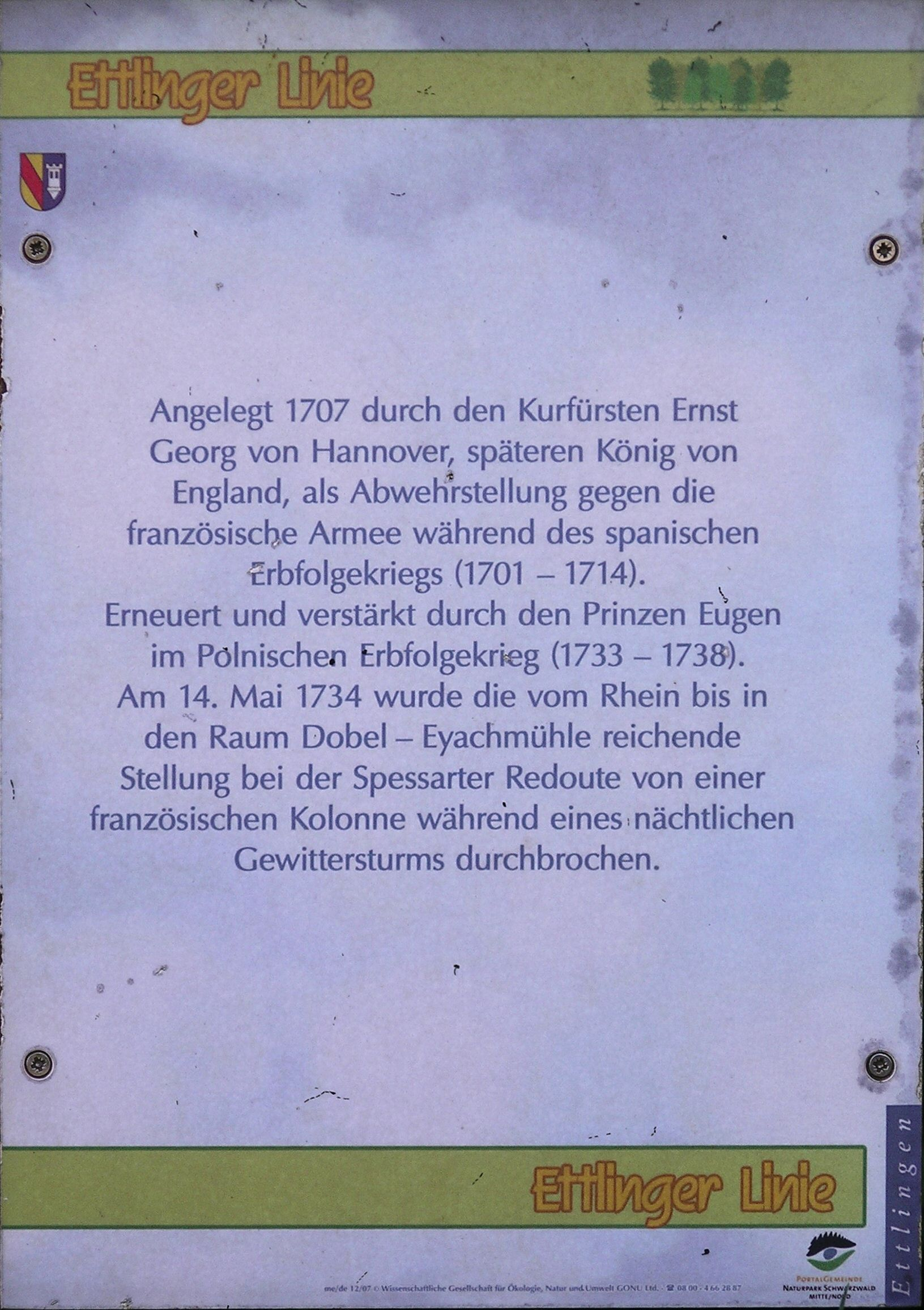
Plakette in Spessart

Die vom Malscher Landgraben flankierte Linie liegt zwischen Schwarzwald und Rheinaue südlich der damals noch nicht gegründeten Stadt Karlsruhe. Reste der Anlage mit Brustwehr und einer Redoute sind im Südwesten von Karlsruhe bei der Heidenstückersiedlung noch auf eine Länge von rund 500 m im Hardtwald sichtbar. Auch im Wald von Rheinstetten ist ein längerer Teil der Anlage noch sichtbar. Seit Juli 2010 wird auf die Linie in Karlsruhe durch eine Hinweistafel aufmerksam gemacht; eine weitere Hinweistafel befindet sich in Rheinstetten am Pirschweg. Weitere sichtbare Reste sind auch bei Spessart vorhanden.